# Moritz von Dietrichstein
Pour les articles homonymes, voir Famille de Dietrichstein et Dietrichstein (homonymie).
Moritz-Joseph-Johann, prince von Dietrichstein (19 février 1775, Vienne - 27 août 1864, Vienne) est un militaire et une personnalité de la Cour autrichienne.

## Biographie
Fils de Karl Johann Baptist, Prince of Dietrichstein (en)  (1728-1808) et de Maria Christina Gräfin von Thun und Hohenstein (1738–1788), il est le frère de Franz Joseph von Dietrichstein.
Il rejoint en 1791 l'armée autrichienne, devient aide de camp du général Mack en 1798 à Naples, où il se heurte à la capture de son chef par les Français, partage sa captivité à Paris et l'accompagne dans sa fuite. Il reprend les mêmes fonctions auprès du même général à Ulm en 1805.
En 1815, il est nommé gouverneur et précepteur du duc de Reichstadt, petit-fils de l'empereur François Ier d'Autriche, fonction qu'il conservera jusqu'au décès du prince en 1831.
Il prend par la suite la direction des théâtres et de la musique de la Cour impériale autrichienne et est nommé préfet de la Bibliothèque impériale. En 1838, il acquiert pour la Bibliothèque la partition du Requiem de Mozart. En tant que directeur du Cabinet des médailles et antiquités de 1833 à 1848, il se couvre de gloire. En 1834, il est nommé membre honoraire de l'Académie bavaroise des sciences.

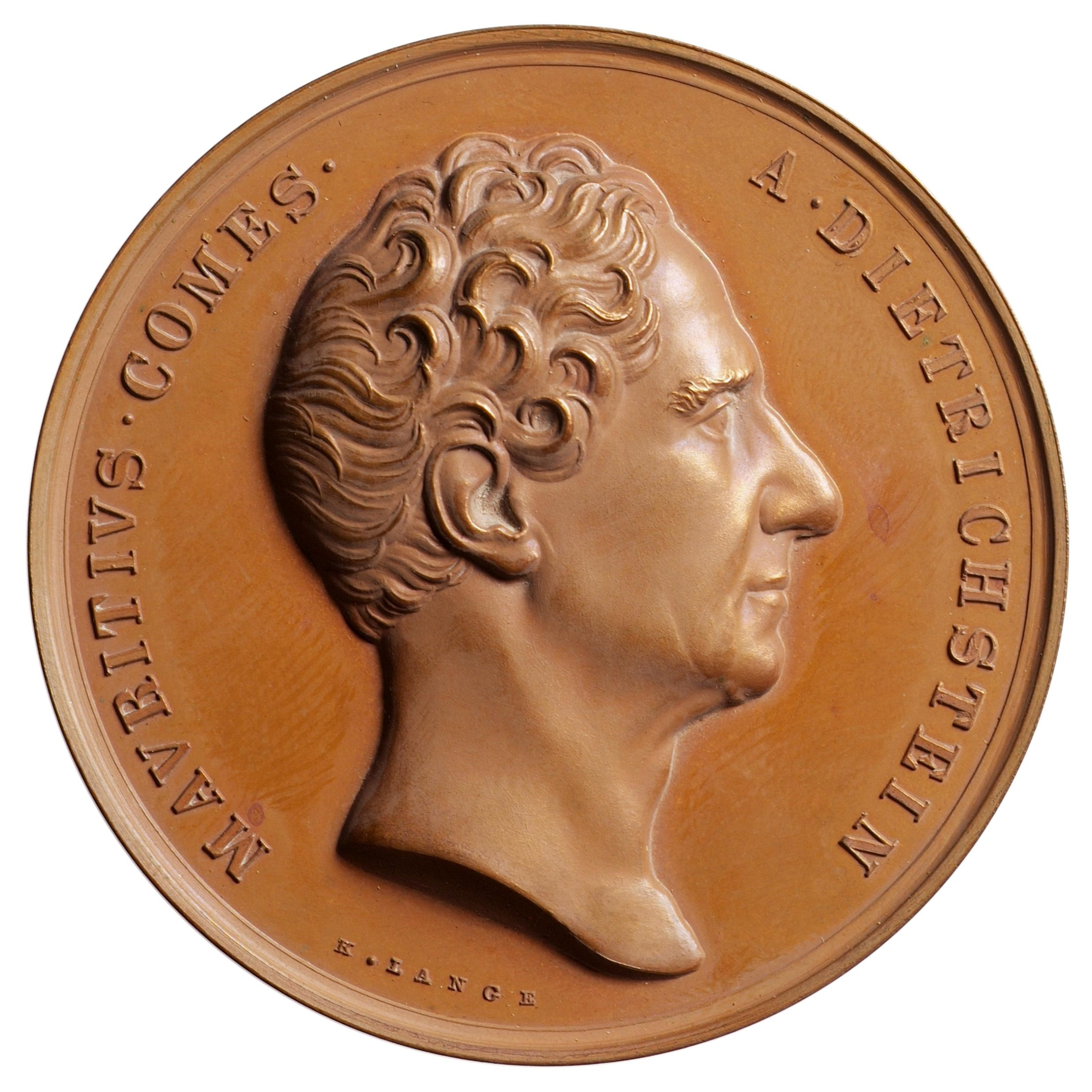
Médaille de 1846 (Graveur: Konrad Lange).

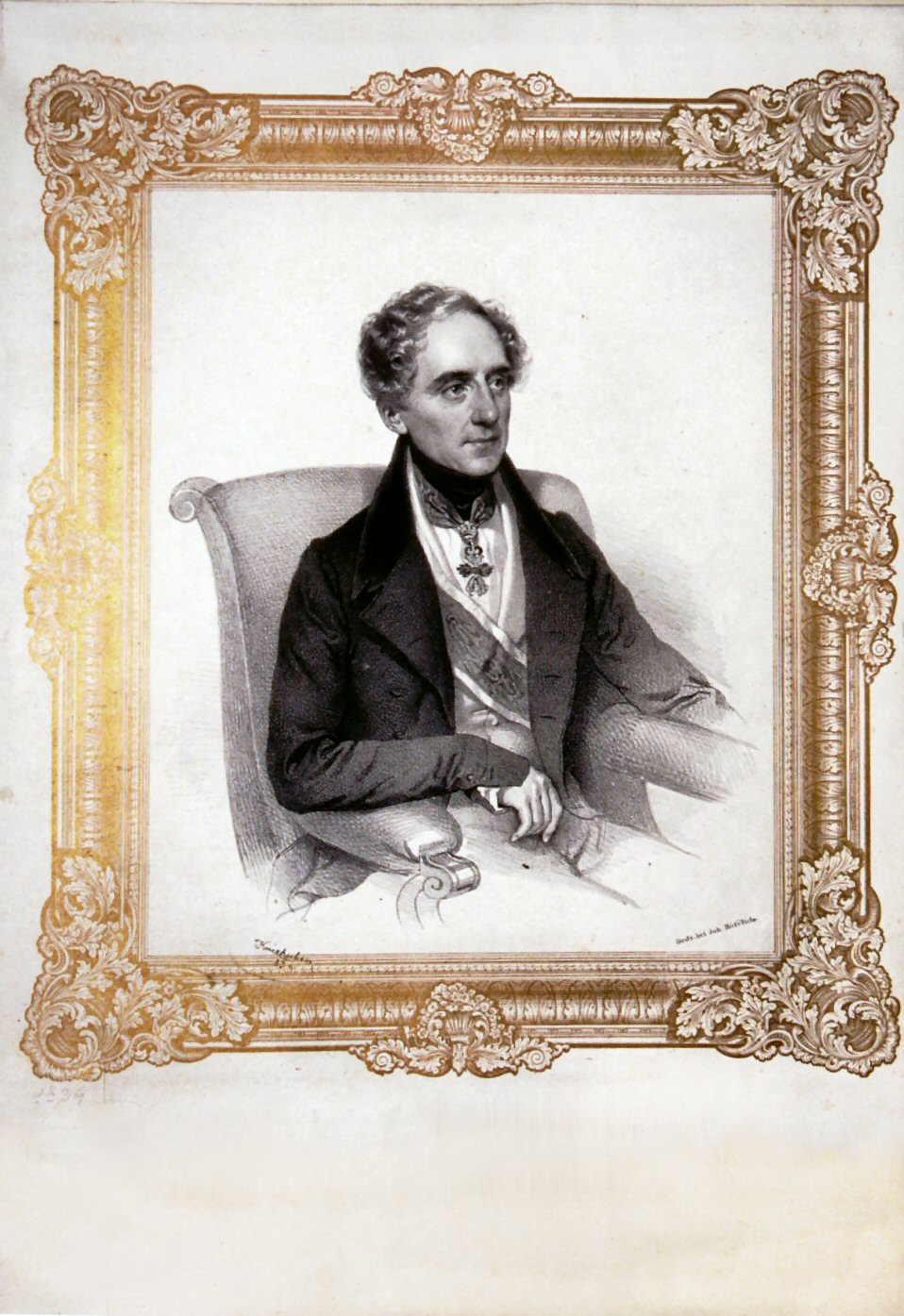
Gravure de Dietrichstein.

En 1836, il est fait chevalier de l'ordre de la Toison d'or par l'empereur Ferdinand Ier d'Autriche.
Il est nommé chambellan en 1845.
Comme son frère, le prince Franz Joseph, il était opposé au système Metternich.
Il eut (ou son frère Franz Joseph) pour enfant naturel le célèbre pianiste Sigismond Thalberg.